# Coleophora didymella
Coleophora didymella is een vlinder uit de familie kokermotten (Coleophoridae). De wetenschappelijke naam is voor het eerst geldig gepubliceerd in 1899 door Chretien.
De soort komt voor in Europa.